# Semen Matwiejewicz Woyna
Semen (Szymon) Matwiejewicz Woyna herbu Trąby (zm. w 1599 roku) – kasztelan mścisławski w 1588 roku, marszałek hospodarski w 1584 roku, ciwun użwencki w 1567 roku, dzierżawca gorżdowski i połongowski.
Był wyznawcą prawosławia.